# Die Irrungen des Dr. Stefan T. / Das Hospital der Verklärung
Das Hospital der Verklärung (DDR: „Die Irrungen des Dr. Stefan T.“, Originaltitel polnisch Szpital Przemienienia) ist ein realistischer Roman von Stanisław Lem. Er erzählt die Geschichte des jungen Arztes Stefan Trzyniecki, der während der deutschen Besetzung Polens in einer Anstalt für Geisteskranke arbeitet. Mehrfach überarbeitet und zwischenzeitlich zu einem Romanzyklus erweitert, erschien der Roman sieben Jahre nach seiner Erstellung 1955 im Krakauer Verlag Wydawnictwo Literackie. Deutsche Ausgaben erschienen 1959 (DDR) im Verlag Volk und Welt sowie 1975 (BRD) im Insel Verlag, übersetzt von Caesar Rymarowicz.

## Inhalt
Der junge Arzt Stefan T. kehrt während der Zeit der deutschen Besetzung Polens während des Zweiten Weltkriegs in seinen Geburtsort zurück und nimmt seine Tätigkeit in einer nahegelegenen Anstalt für Geisteskranke auf. Im Verlauf des Buches schließt er Bekanntschaft mit der Belegschaft der Anstalt sowie einzelnen Insassen. Teils detailliert geschildert werden die gängigen Behandlungsmethoden in der Psychiatrie in der ersten Hälfte des 20. Jahrhunderts, insbesondere Medikation und Gehirnoperationen.
Im Verlauf der Erzählung trifft T. auf mutmaßliche Angehörige des Widerstands gegen die Deutschen. Erste Gerüchte um Ermordungen Geisteskranker durch die Nazis kommen auf und führen zu Diskussionen unter dem Personal. Schließlich trifft die SS ein und erschießt alle Insassen der Anstalt. Die Versuche weniger Ärzte, zumindest einige der Insassen zu verstecken, scheitern. T. kann fliehen; ein künftiger Anschluss an den Widerstand gegen die deutschen Besetzer wird angedeutet.

## Entstehungsgeschichte
Lem stieß auf Interesse beim Krakauer Verlag Gebethner und Wolff, reichte das Manuskript jedoch kurz vor der Schließung des Verlags durch die Behörden ein. Die Konkursmasse wurde zum Warschauer Verlag Ksiazka i Wiedza überführt. Dort wurde das ursprüngliche Werk durch wiederholte Änderungswünsche von Zensur, Lektoren und Verlag zwischenzeitlich zu einem dreibändigen Romanzyklus mit dem Titel Czas nieutracony („Nicht verlorene Zeit“) aufgebläht, mit den Folgebänden Wśród umarłych („Unter den Toten“) und Powrót („Rückkehr“). Lem gibt an, dass „alles nichts genutzt“ habe und der Titel erst nach dem Polnischen Oktober 1956 erscheinen konnte. Stanisław Bereś gibt an, der dreibändige Zyklus „wurde dreimal veröffentlicht (1955, 1957, 1965)“.

## Kritik
Jutta Braun hob in einer Schrift zum 100. Geburtstag Lems in „Zeithistorische Forschungen“ die Vielfalt der gezeichneten Charakterportraits im Buchs hervor und konstatiert, der „...Erstling ist hinter den Spiralnebeln der späteren Bestseller des Autors lange Zeit weitgehend verborgen geblieben. Doch ist die Darstellung nicht allein aufgrund ihrer literarischen Qualität bedeutsam, sondern stellt, 1948 geschrieben, eine der ersten intellektuellen Reflexionen des nationalsozialistischen Krankenmordes dar.“

## Verfilmung
Eine Verfilmung erschien 1979 in Polen unter dem Titel Szpital Przemienienia, Regie führte Edward Zebrowski. Eine deutsche Synchronisierung erschien 1980.

## Ausgaben
Deutsche Erstausgabe (DDR): Die Irrungen des Dr. Stefan T.. Verlag Volk und Welt 1959
Deutsche Erstausgabe (BRD): Das Hospital der Verklärung. Übersetzt von Caesar Rymarowicz. Mit einem Vorwort von Stanislaw Lem. Insel Verlag Frankfurt am Main und Leipzig 1975, ISBN 978-3-458-05866-3
Neuauflage:  Das Hospital der Verklärung. Übersetzt von Caesar Rymarowicz. Mit einem Vorwort von Stanislaw Lem. Suhrkamp Verlag Frankfurt am Main 1997, ISBN 978-3-518-39293-5